# Portable Batch System
Portable Batch System (PBS) é um programa de computador que faz escalonamento de processos. Sua tarefa principal é alocar processos, como arquivos de lote, entre os recursos computacionais disponíveis. Este tipo de software é muito utilizado em clusters UNIX.